# 石鼓盤溪
石鼓盤溪，又名豐山溪，是中華民國嘉義縣阿里山鄉豐山村、香林村、來吉村和雲林縣古坑鄉草嶺村的一條河流，為清水溪支流，支流有咬人貓溪，發源地位於石壁山。景點有天雲谷、水漾森林、石鼓盤瀑布群、眠月神木和眠月車站舊址……等，景點很多。部分與筆石溪為同條溪流，也可說是筆石溪的上游。